# Asqat Zjitkejev
Asqat Rasululy Zjitkejev (kazakiska: Асқат Расулұлы Жіткеев), född den 13 april 1981 i Taldyqorghan i Kazakiska SSR i Sovjetunionen (nu Kazakstan), är en kazakisk judoutövare.
Han tog OS-silver i herrarnas halv tungvikt i samband med de olympiska judotävlingarna 2008 i Peking.